# Stanislav Grof
Stanislav Grof (Praga, 1 de julho de 1931) é um psiquiatra checo que desenvolveu nos Estados Unidos pesquisas sobre os estados alterados de consciência (EAC), através de experiências com o ácido lisérgico, LSD, como meio de atingir esses estados. Segundo o médico, quando pacientes atingiam outros estados de consciência, emergia-se o subconsciente de maneira intensa, importante para a recuperação da saúde mental, visto que experiências traumáticas e demais bagagens emocionais desfavoráveis poderiam ser trabalhadas de forma mais incisiva e direta.
Ao término de sua experiência pessoal com o composto químico, o paciente era capaz de ter uma complexa cadeia de novas compreensões pessoais, "insights", que ajudavam na sua recuperação.
Mais tarde desenvolveu uma técnica chamada respiração holotrópica, através da qual é possível atingir estados de consciência semelhantes através da hiperventilação, como alternativa ao uso clínico do LSD, tornado ilegal.

## Livros publicados (português)
- Variedades das experiências transpessoais: observações da psicoterapia com LSD. in. WEILL, Pierre (org.) Experiência cósmica e psicose. vol 5 / IV Pequeno tratado de psicologia transpessoal. RJ, Vozes, 1978
- Além do Cérebro: Nascimento, Morte e Transcendência em Psicoterapia. SP, McGraw-Hill Brasil, 1987
- com GROF, Christina. Emergência Espiritual. São Paulo: Cultrix, 1989.
- com BENNETT, E. Hal Zina. A Mente Holotrópica: Novos Conhecimentos Sobre a Psicologia e Pesquisa da Consciência. (Coleção Arco do Tempo, Vol. 8). RJ, Rocco, 1994
- Psicologia do futuro. São Paulo: Heresis, 2000.
- Quando o impossível acontece. São Paulo: Heresis, 2007.
- com GROF, Christina. Respiração Holotrópica: uma nova abordagem de autoexploração e terapia. Rio de Janeiro: Numina, 2011.
- Cura Profunda - A Perspectiva Holotrópica. Rio de Janeiro: Numina, 2015..

### Por ordem de publicação (em inglês)
- Realms of the Human Unconscious: Observations from LSD Research. Viking Press, 1975.
- The Human Encounter with Death. E. P. Dutton, 1977.
- Beyond Death: Gates of Consciousness. (Além da Morte: Mitos, Deuses, Mistérios). Thames and Hudson, 1980.
- LSD Psychotherapy. Hunter House, 1980.
- Ancient Wisdom and Modern Science. SUNY Press, 1984.
- Beyond the Brain: Birth, Death, and Transcendence in Psychotherapy. (Além do Cérebro: Nascimento, Morte e Transcendência em Psicoterapia). SUNY Press, 1985.
- The Adventure of Self-Discovery. (A aventura da autodescoberta). SUNY Press, 1987.
- Human Survival and Consciousness Evolution. SUNY Press, 1988.
- Spiritual Emergency: When Personal Transformation Becomes a Crisis. (Emergência Espiritual: Crise e Transformação Espiritual). J. P. Tarcher, 1989.
- The Stormy Search for the Self: a Guide to Personal Growth Through Transformational Crisis. (A tempestuosa busca do ser). J. P. Tarcher, 1990.
- The Holotropic Mind: the Three Levels of Consciousness and How They Shape Our Lives. (A Mente Holotrópica: Novos Conhecimentos Sobre Psicologia e Pesquisa da Consciência). Harper Collins, 1992.
- The Books of the Dead: Manuals for Living and Dying. Thames and Hudson, 1994.
- The Cosmic Game: Explorations of the Frontiers of Human Consciousness. (O Jogo Cósmico: Explorações das Fronteiras da Consciência Humana). SUNY Press, 1998.
- The Consciousness Revolution: a Transatlantic Dialogue. Element Books, 1999.
- Psychology of the Future: Lessons from Modern Consciousness Research. (Psicologia do Futuro: Lições das Pesquisas Modernas da Consciência). SUNY Press, 2000.
- The Ultimate Journey: Consciousness and The Mystery of Death. MAPS, 2006.
- When the Impossible Happens: Adventures in Non-Ordinary Realities. (Quando o impossível acontece: histórias extraordinárias que desafiam a ciência). Sounds True, 2006.
- LSD: Doorway to the Numinous: The Groundbreaking Psychedelic Research into Realms of the Human Unconscious. Park Street Press, 2009.
- Holotropic Breathwork: A New Approach to Self-Exploration and Therapy. Excelsior Editions, 2010.
- Healing Our Deepest Wounds: The Holotropic Paradigm Shift. Stream of Experience Productions, 2012.
- The Way of the Psychonaut Volume One: Encyclopedia for Inner Journeys. MAPS, 2019.
- The Way of the Psychonaut Volume Two: Encyclopedia for Inner Journeys. MAPS, 2019.